# Abdullah Wabran
Abdullah Wabran (Kuwait; 2 de julio de 1971) es un exfutbolista de Kuwait que jugaba en la posición de centrocampista.

## Carrera

### Club
| Periodo   | Club          |
| --------- | ------------- |
| 1989-1995 | Al Tadamon SC |
| 1995–1996 | Al-Arabi      |
| 1996–2000 | Al-Rayyan SC  |
| 2000–2005 | Al Tadamon SC |
| 2005–2007 | Al-Arabi      |

### Selección nacional
Jugó para Kuwait en 48 ocasiones de 1992 a 2007 y anotó ocho goles; participó en dos ediciones de los Juegos Olímpicos y en dos ediciones de la Copa Asiática.

## Logros

### Club
- Kuwait Emir Cup: 1996, 2006
- Kuwait Crown Prince Cup: 1996, 2007
- Emir of Qatar Cup: 1999
- Qatar Cup: 1996

### Selección nacional
- Copa de Naciones del Golfo: 1996, 1998

### Individual
- Mejor jugador de la Copa de Naciones del Golfo de 1996.